# José Pékerman
José Néstor Pékerman Krimen (Villa Domínguez, 1949. szeptember 3. –) argentin labdarúgó, edző.

## Pályafutása
2021 november végén a venezuelai labdarúgó-válogatott szövetségi kapitánya lett.

## Sikerek

### Edzőként
Argentína U20
- Juventud de América (2): 1997, 1999
- U20-as világbajnokság (3): 1995, 1997, 2001

Argentína
- Konföderációs kupa ezüstérmes (1): 2005

## Fordítás
Ez a szócikk részben vagy egészben  a   José Pékerman című angol Wikipédia-szócikk fordításán alapul.  Az eredeti cikk szerkesztőit annak laptörténete sorolja fel. Ez a jelzés csupán a megfogalmazás eredetét és a szerzői jogokat jelzi, nem szolgál a cikkben szereplő információk forrásmegjelöléseként.